# Пергамент, Александра Иосифовна
Александра Иосифовна Пергамент (9 июля 1903 года — 15 декабря 1990 года) — советский юрист, специалист по семейному и жилищному праву. 
Кандидат юридических наук, научный сотрудник Всесоюзного научно-исследовательского института советского государственного строительства и законодательства (ныне Институт законодательства и сравнительного правоведения при Правительстве Российской Федерации).

## Биография
Александра Пергамент родилась в еврейской семье — дочь общественного деятеля и юриста Иосифа Яковлевича Пергамента. После смерти отца в 1909 году воспитывалась в семье своего дяди Михаила Яковлевича Пергамента.
Александра Иосифовна Пергамент окончила правовое отделение факультета общественных наук Ленинградского государственного университета (ныне Санкт-Петербургский государственный университет). В 1951 году защитила диссертацию на соискание учёной степени кандидата юридических наук на тему «Алиментные обязательства по советскому праву».
Скончалась 15 декабря 1990 года.